# Cheryl Strayed
Œuvres principales
- Torch (2006)
- Tiny Beautiful Things: Advice on Love and Life from Dear Sugar (en) (2012)
- Wild: From Lost to Found on the Pacific Crest Trail (en) (2012)

Cheryl Strayed (/ˈstreɪd/, née Nyland le 17 septembre 1968) est une romancière et essayiste américaine. Ses essais ont été largement publiés dans des magazines et journaux nationaux et sélectionnés deux fois pour apparaître dans la liste des Best American Essays. Elle a remporté le Prix Pushcart pour son essai "Munro Country", initialement paru dans le Missouri Review.

## Biographie
Strayed est née à Spangler en Pennsylvanie. C'est la fille de Barbara Anne « Bobbi » (née Grey, 1945-1991) et de Ronald Nyland. À l'âge de cinq ans, elle déménage avec sa famille à Chaska dans le Minnesota. Ses parents divorcent un an plus tard. À treize ans, elle déménage avec sa mère et son beau-père, Glenn Lambrech, ainsi que sa sœur Karen et son frère Leif, dans le comté d'Aitkin, dans le Minnesota, où ils s'installent dans une maison qu'ils construisent eux-mêmes sur un terrain de seize hectares. La maison n'avait ni électricité ni eau courante pendant les premières années. La plomberie est installée après que Strayed est partie pour étudier à l'université. Plus tard, elle reprendra contact avec sa demi-sœur, fille d'une précédente liaison de son père.
En 1986, âgée de 17 ans, Strayed est diplômée de la McGregor High School (en) dans le Minnesota, où elle était connue pour ses aptitudes en cross, de pom-pom girl, et où elle fut nommée reine de promo. D'ailleurs, elle s'inspire du comté de McGregor et d'Aitkin pour imaginer le comté de Coltrap dans sa fiction Torch. Strayed suit sa première année universitaire au Collège Saint Paul (en) à St Paul, puis est transférée à l'Université du Minnesota à Minneapolis pour sa seconde année, où elle obtient un Bachelor of Arts (licence) avec la mention honorifique magna cum laude en littérature anglaise et en Women's Studies. En mars 1991, alors que Cheryl Strayed est en dernière année d'études, sa mère, Bobbi Lambrech, meurt brutalement d'un cancer des poumons à l'âge de 45 ans. Elle décrit cette période comme sa "genèse". Depuis, Cheryl Strayed a énormément écrit sur la mort de sa mère et sur son deuil dans chacun de ses livres et dans certains essais.
Cheryl Strayed travaille comme serveuse, défenderesse de la jeunesse[pas clair], employée de bureau, ambulancière, et femme politique jusqu'à atteindre une trentaine d'années, alors qu'elle écrit et voyage souvent dans tous les États-Unis. En 2002, elle obtient un Master of Fines Arts en écriture de fiction à l'Université de Syracuse, où elle est suivie par divers écrivains, dont George Saunders, Arthur Flowers (en) , Mary Gaitskill et Mary Caponegro (en).
En 2010, Cheryl Strayed commence à écrire le "Dear Sugar", une rubrique où elle répond au courrier des lecteurs sur le site du magazine littéraire The Rumpus (en). Sa rubrique est suivie par un grand nombre d'abonnés. En juillet 2012, une compilation de ses écrits est publiée par Vintage Books sous le nom de Tiny Beautiful Things. L'œuvre arrive immédiatement en cinquième position de la New York Times Best Seller list et a depuis été publiée dans le monde.
Le premier livre de Strayed, le roman Torch, est publié par Houghton Mifflin Harcourt et a reçu de multiples critiques positives. Torch a fait partie des livres finalistes susceptibles de recevoir le Great Lakes Book Award et a été sélectionné par The Oregonian comme l'un des dix meilleurs livres de 2006 rédigés par des écrivains vivant dans le Nord-Ouest Pacifique. En octobre 2012, Torch est republié par Vintage Books, accompagné d'une nouvelle préface écrite par Cheryl Strayed.
Son second livre, Wild (en), a été publié aux États-Unis par Alfred A. Knopf le 20 mars 2012 et a été traduit dans plus de trente langues. Il relate la longue randonnée de l'écrivaine sur le Pacific Crest Trail, et ses réflexions le long du trajet. À partir du 15 juillet 2012 et pendant sept semaines, le livre est numéro 1 de la New York Times Best Seller list dans la catégorie "hardcover non-fiction". En juin 2012, la présentatrice Oprah Winfrey annonce que "Wild" est sa sélection numéro 1 dans son Oprah's Book Club 2.0.
Wild a été adapté au cinéma par Nick Hornby. Le film, réalisé par Jean-Marc Vallée, sort en salles le 5 décembre 2014 aux États-Unis, et le 14 janvier 2015 en France. Le rôle principal est joué par Reese Witherspoon.

## Œuvres publiées
- (en) Torch, 2006, re-publié en 2012.
- Wild (fr), trad. de Anne Guitton, Paris : Arthaud, 2013, 475 p.,  (ISBN 9782081292918), trad. de Wild : From Lost to Found on the Pacific Crest Trail (en), 2012).
- Le chemin du beau (fr), trad. de Anne Guitton, Paris : 10-18, 2017, 130 p.,  (ISBN 9782264069030), trad. de Brave Enough (en), 2015.)
- Ces petits riens qui font tout (fr), trad. de Anne Souillac, Paris : Michel Lafon, 2023, 384 p.,  (ISBN 9782749953298), trad. de Beautiful Things: Advice on Love and Life from Dear Sugar (en), 2012.

## Adaptations

### Au cinéma
- 2014 : Wild, film américain réalisé par Jean-Marc Vallée, avec Reese Witherspoon et Laura Dern

### À la télévision
- 2023 : Tiny Beautiful Things, minisérie américaine  en 8 épisodes réalisée par Liz Tigelaar.

## Source de la traduction
- (en) Cet article est partiellement ou en totalité issu de l’article de Wikipédia en anglais intitulé « Cheryl Strayed » (voir la liste des auteurs).